# 丰蒂耶斯多德
丰蒂耶斯多德（法語：Fontiès-d'Aude，法語發音：[fɔ̃tjɛs dod] ⓘ）是法国奥德省的一个市镇，属于卡尔卡松区。

## 地理
丰蒂耶斯多德（43°11'13"N, 2°27'15"E）面积6.07 平方千米，位于法国奧克西塔尼大區奥德省，该省份为法国南部沿海省份，北起塔恩省，西北接上加龙省，西接阿列日省，南至东比利牛斯省，东临地中海，东北与埃罗省接壤。
与丰蒂耶斯多德接壤的市镇（或旧市镇、城区）包括：卡尔卡松、弗卢尔、蒙蒂拉、蒙兹、特雷布。

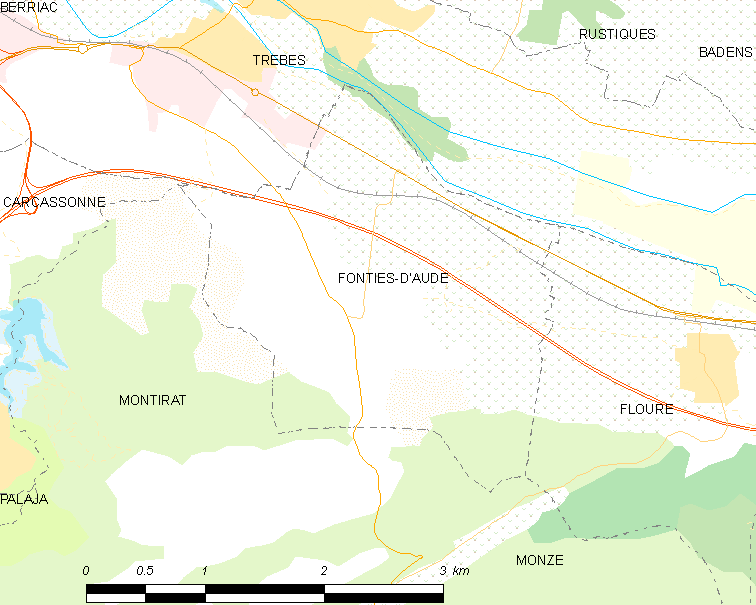
丰蒂耶斯多德的OSM定位图

丰蒂耶斯多德的时区为UTC+01:00、UTC+02:00（夏令时）。

## 行政
丰蒂耶斯多德的邮政编码为11800，INSEE市镇编码为11151。

## 政治
丰蒂耶斯多德所属的省级选区为亚拉里克山县。

## 人口

1962-2008年间丰蒂耶斯多德人口变化图示

丰蒂耶斯多德于2022年1月1日时的人口数量为555人。